# Nitidobulbon cymbidioides
Nitidobulbon cymbidioides är en orkidéart som först beskrevs av Dodson, J.T.Atwood och Germán Carnevali, och fick sitt nu gällande namn av Isidro Ojeda och G.A.Romer. Nitidobulbon cymbidioides ingår i släktet Nitidobulbon och familjen orkidéer. Inga underarter finns listade i Catalogue of Life.